# Campigny (Eure)
Campigny is een gemeente in het Franse departement Eure (regio Normandië). De plaats maakt deel uit van het arrondissement Bernay. Campigny telde op 1 januari 2022 1.097 inwoners.

## Geografie
De oppervlakte van Campigny bedroeg op 1 januari 2022 10,74 vierkante kilometer; de bevolkingsdichtheid was toen 102,1 inwoners per km².

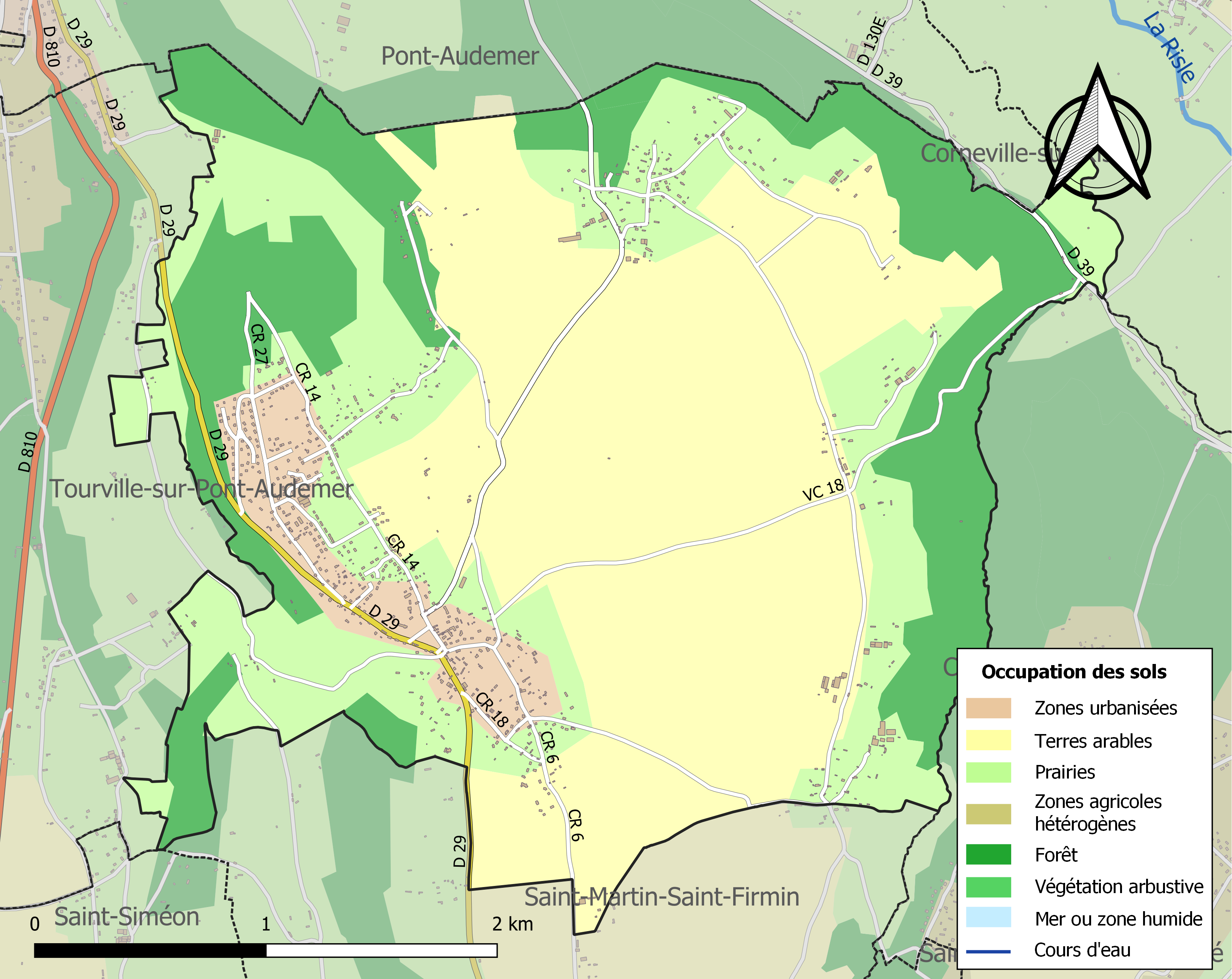
Kaart van de gemeente met belangrijkste infrastructuur, bodemgebruik en omliggende gemeenten

## Demografie
Onderstaande figuur toont het verloop van het inwonertal (bron: INSEE-tellingen).